# Семен Палій
Семе́н Палі́й  (Семен Пилипович Гурко; 1645 — 18 січня 1710) — державний та військовий діяч Українського гетьманату, полковник Фастівського полку (Білоцерківського полку), один з керівників повстання на Правобережжі проти Корони Польської.

## Біографія
Народився у Борзні (тепер Чернігівська область) в міщанській родині.
Був козаком Ніжинського полку.  Навчався у Києво-Могилянській академії. Деякий час проживав у селі Пухівка поблизу міста Остра. Потім служив у війську гетьмана Петра Дорошенка. Після смерті дружини, з кінця 1670-х років перебував на Запорозькій Січі, де отримав прізвисько «Палій».

## ОборонецьЄвропи
Палій відгукнувся на закличні універсали короля Речі Посполитої Яна ІІІ Собеського та влітку 1683 року на чолі підрозділу запорозьких козаків вирушив на допомогу європейській коаліції до столиці Австрійської імперії міста Відня. Взяв активну участь у відбитті в Османської імперії Парканської, Естергомської та Сеценської фортець на території Угорського королівства і Словаччини.
У березні 1684 року кандидував на гетьманську посаду козацтва Правобережної України. Того ж року отримав привілей Яна ІІІ Собеського (який у своїх листах називав Палія «богатирем з-під Відня») на формування охочекомонного козацького полку на Київщині.
У 1685 р. сейм Речі Посполитої відновив козацький устрій на Правобережжі. Палій, опираючись на постанову сейму разом з наказним гетьманом Андрієм Могилою, полковниками Андрієм Абазином, Самійлом Самусем, Захаром Іскрою розпочав реколонізацію спустошених війнами земель на Правобережжі. 25 серпня 1685 року Палій видав свій універсал з Білої Церкви, в якому сповіщав усіх, хто проїжджав територією його полку про введення мита на користь місцевої козацької адміністрації. Збирав «медову» данину, «борошно» на військо, запровадив чинш для населення та індукту для купців на контрольованій ним території.
Брав участь у війні Священної ліги (Австрійська монархія, Річ Посполита, Венеція, Ватикан) з Османською імперією 1684–1699 років та російсько-турецькій війні 1686—1700 років. У складі війська Речі Посполитої Палій у 1685 році вирушив у похід до Молдовського князівства, де 1 жовтня був поранений у битві з турками під Боянами (Буковина). У 1686 році відзначився під час зайняття армією Речі Посполитої молдовської столиці міста Ясси, яка перебувала під владою Османів.

## ЗахисникУкраїни

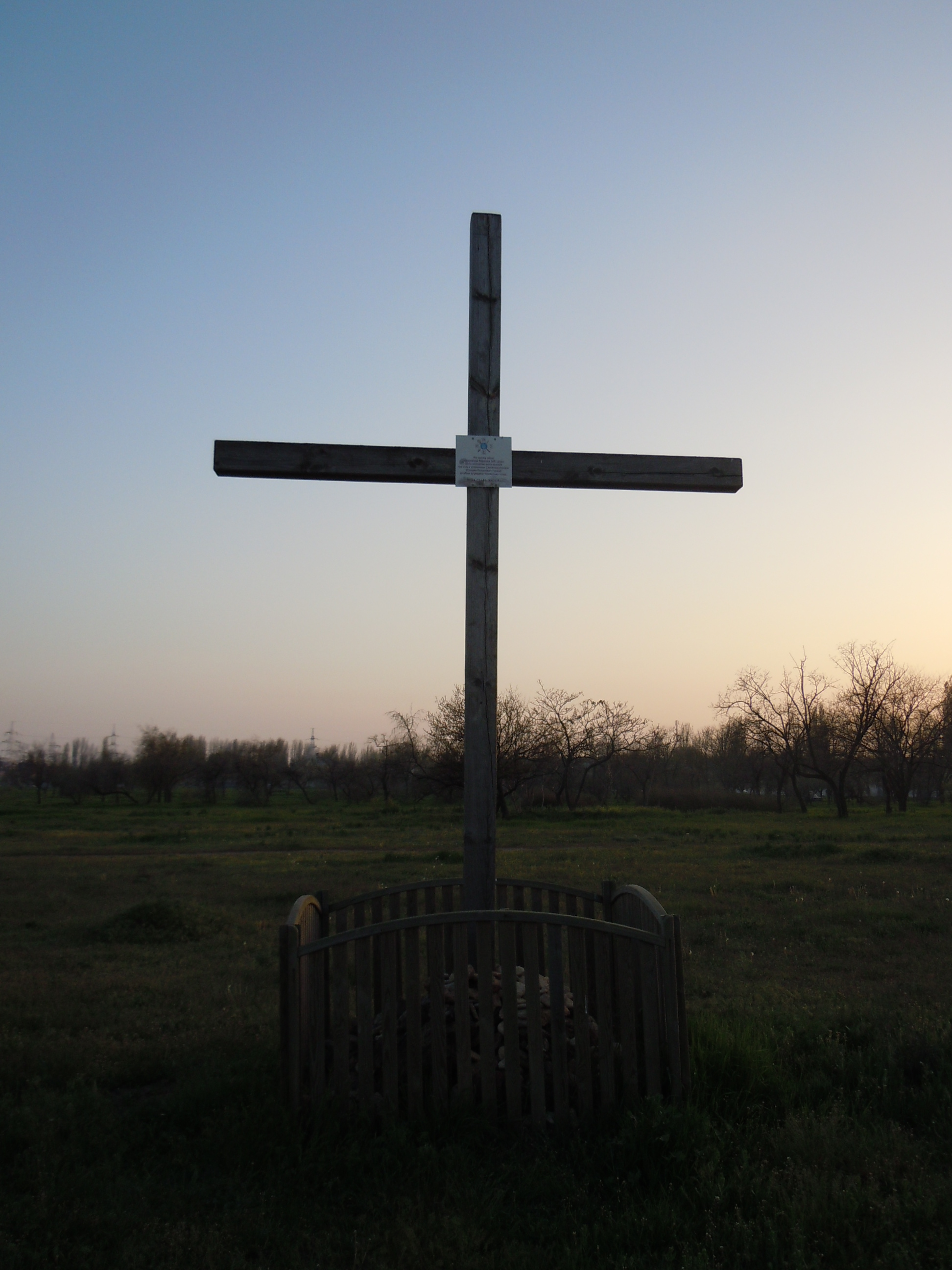
Хрест на місці битви 1691 р. на Куяльницько-Хаджибейському пересипу

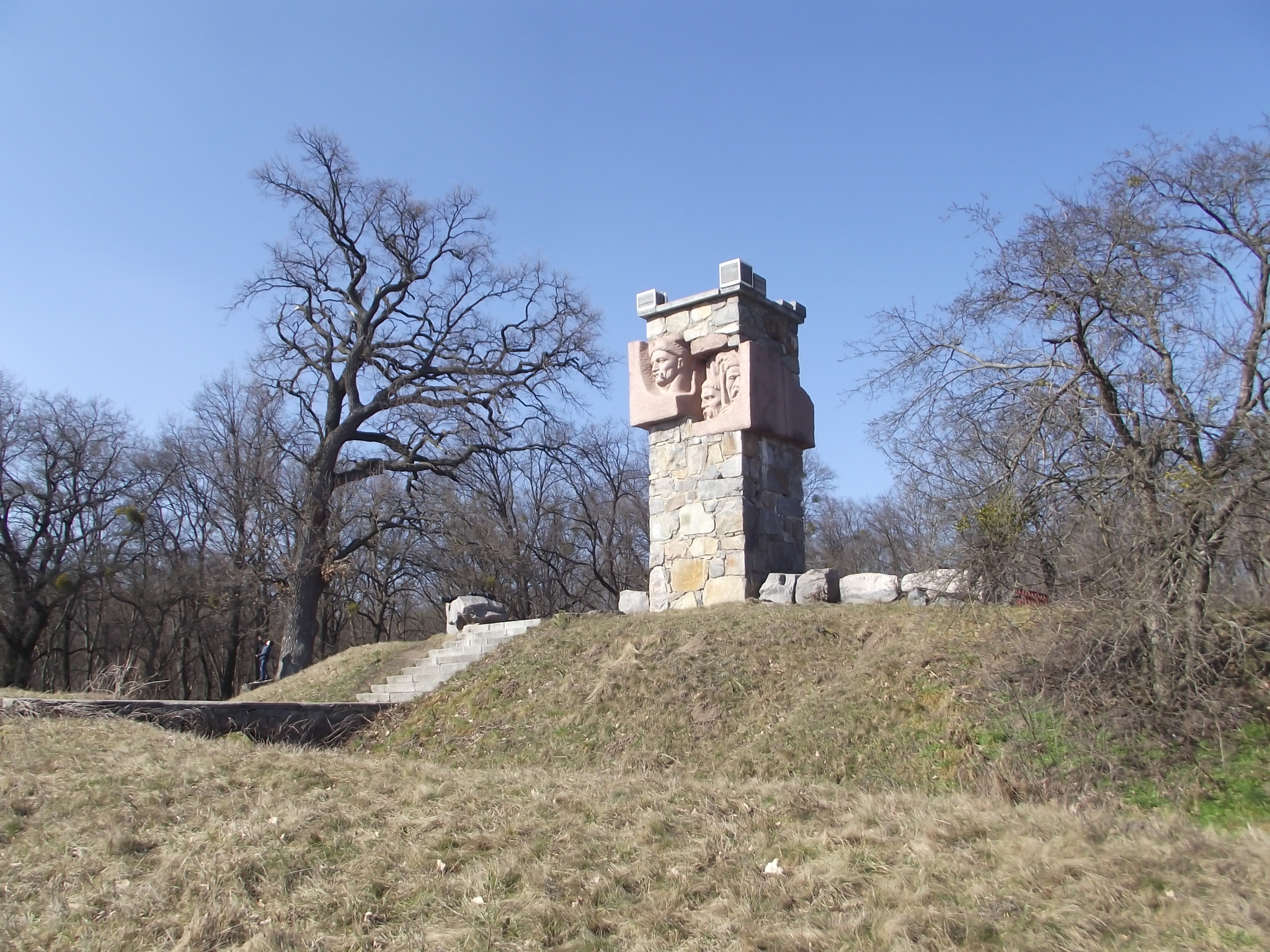
Пам'ятний знак на Палієвій Горі (Біла Церква) та дуб Палія

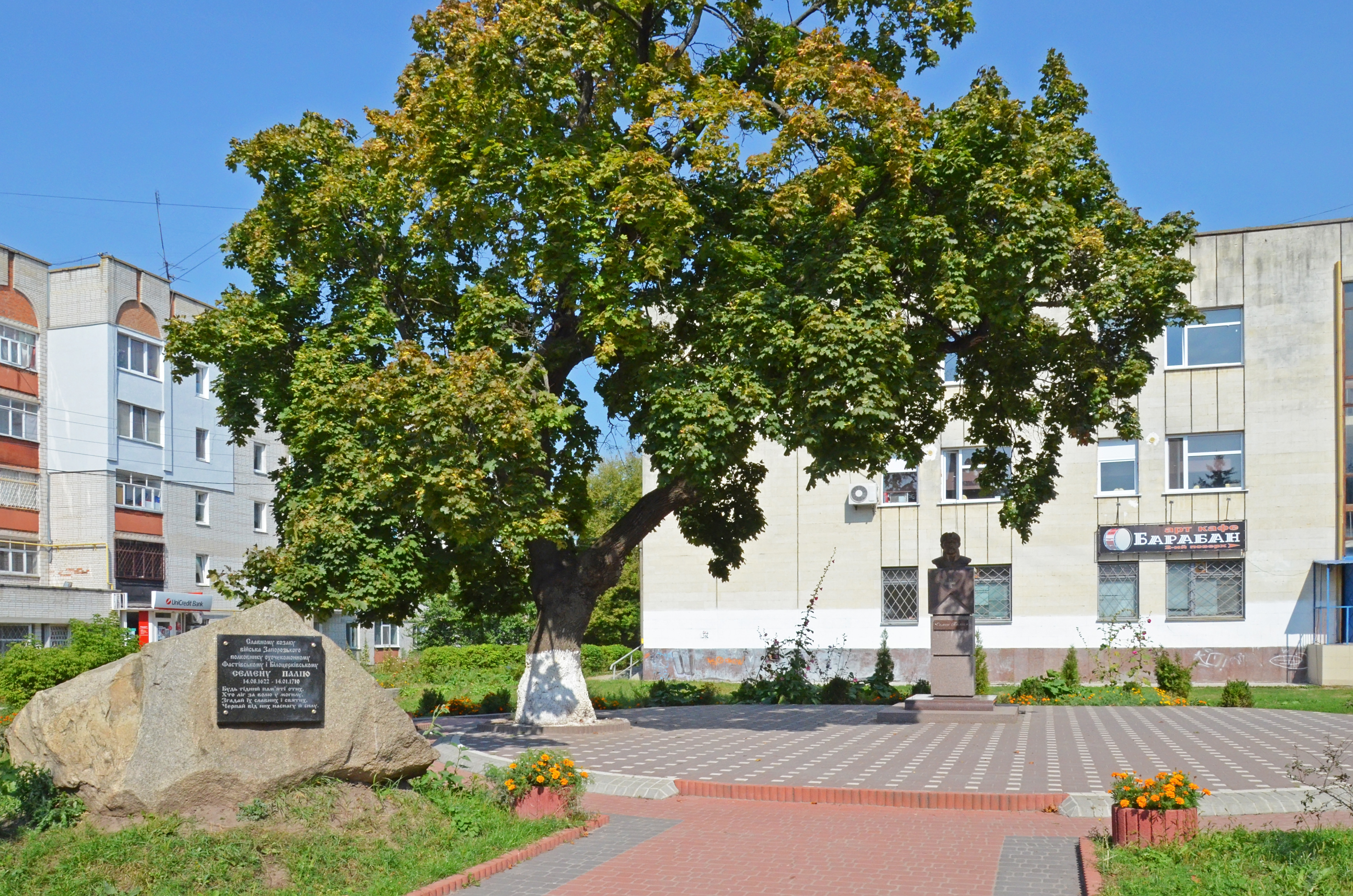
Пам'ятник Семену Палію, Фастів

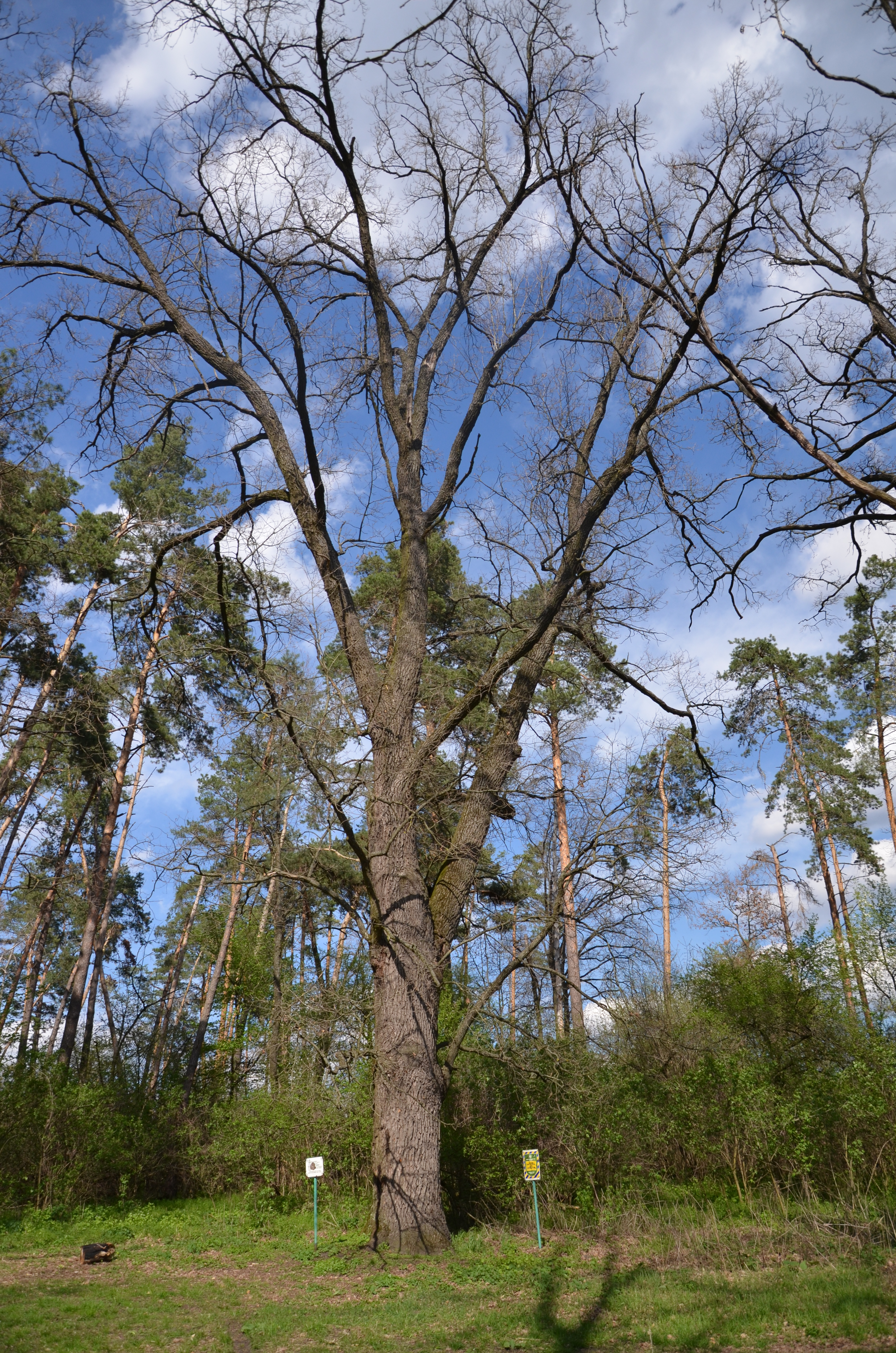
Дуб черешчатий, Волицька сільська рада (Дуб Палія)

Разом з коронними військами правобережні козаки воювали проти турків і татар на Західному Поділлі, зокрема поблизу міста Кам'янець-Подільський. Обороняв від татарських нападів Немирів (1688), Умань (1689), Білу Церкву (1687, 1690), Смілу (1693) та Фастів (1690, 1693, 1695). Очолював військові операції правобережних, а також спільні з лівобережними, козацьких полків у володіннях Османської імперії та Кримського ханства у Північному Причорномор'ї та Молдови: березень, 1688 рік — у районі Дністра; липень — серпень, 1690 р. — поблизу Кази-Кермена та в околицях Очакова (Озю) і Білгорода (Ак-Кермен). Жовтень того ж року — Кілія, Буджак. Квітень, 1691 р. — урочища Пересип під Очаковим; вересень, 1691 р. — фортеці Сороки на Дністрі, де знищили османські переправи; жовтень — листопад того ж року — Білгород; березень, 1692 р. — передмістя Очакова; серпень того ж року — поблизу Сороки в Молдові; березень, 1693 р. — Ягорлик, Кази-Кермен; липень того ж року — Бендерська фортеця (Тягиня) та Білгород; вересень того ж року — р. Кодима, Бендери; березень, 1694 р. — Кази-Кермен; серпень того ж року — околиці Очакова; вересень-жовтень того ж року — Сороки, Бендери, Білгород; серпень, 1695 р. — Дубосари в Молдові, Бендери; Очаків та ін.
Отримував кошти на проведення бойових операцій від короля Речі Посполитої, царя Московської держави та гетьмана Лівобережної України. До компутів (реєстрів) Війська Запорозького на утриманні уряду Речі Посполитої в 1694 р. та 1695 р. входило від 200 до 500 піших та кінних козаків Палія, однак кількісний склад його полку на кінець XVII ст. досягав 5 — 6 тис. осіб. Неодноразово надсилав полонених турків, татар і ногайців до Варшави, Москви та Батурина. Інформація про військову діяльність українського полководця С. Палія тиражувалася у «летючих листках» Австрії, Венеції, Голландії, Німеччини, Речі Посполитій, Французького королівства та ін.

## Стосунки з Мазепою
Полковник Палій не підкорявся правобережним гетьманам від імені польського короля А. Могилі (1684—1689) та Г. Гришку (1689—1692), але налагодив співпрацю з С. Самусем (1693—1702). У першій половині 1689 року намагався відвоювати гетьманську резиденцію Правобережжя місто Немирів. Це поряд із іншими причинами (бажання перейти під зверхність Москви, зв'язки з Батурином та Запоріжжям) спонукало Варшаву ув'язнити Палія протягом вересня 1689 — червня 1691 років.
Після виходу з в'язниці за королівським розпорядженням знову отримав дозвіл на посідання у місті Фастові (а перед тим йому пропонувалося осісти в місті Чигирині) під Києвом, де знаходилися його полкова резиденція. У 1693 році з огляду на наступ військ Речі Посполитої великого коронного гетьмана Речі Посполитої Станіслава Яблоновського та королівського реґіментаря Б. Вільги хотів перейти з Фастова до Умані. У цей час Палій просив царський та лівобережний уряди оселитися у Василькові чи Трипіллі, та дозволу не отримав.
Протягом 1690-х зустрічався з Іваном Мазепою, зокрема в Баришівці під Києвом, Батурині та Києві. Лівобережний гетьман за власні кошти купив йому двір у Києві на Подолі, де з 1690 року проживала дружина Палія з дітьми. Спільно з іншими полковниками Війська Запорозького поширював свою владу на велику територію Північної і Південно-Східної Київщини та Східної Брацлавщини в межах колишніх Київського (правобережної частини), Білоцерківського, Паволоцького, Корсунського, Уманського, Брацлавського, Черкаського (правобережна частина), Чигиринського, Тарговицького й Могилівського полків Української козацької держави.
Восени 1692 року козацькі сотні знаходились у містечках південно-східної Волині — Любарі, Лабуні, Полонному й Грицеві, а західна межа «Палієвої держави» проходила по лінії: Демидів — Литвинівка — Бородянка — Радомишль — Коростишів. Північний кордон володінь фастівського полковника Палія окреслювався рр. Прип'ять й Словечна, які межували з Великим Литовським Князівством. У 1696 році правобережні козаки поширили владу на Горностайпільську, Бородянську й Казаровицьку волості Литви.
У 1702 році війська Палія та Абазина приєднали до своїх володінь Балтський, Ольгопільський, Ямпільський повіти та східні райони Поділля, де порубіжними південними містами стали Калюс і Могилів. Проводив політику витіснення шляхти Речі Посполитої та погрожував, що відвоює Правобережну Україну не лише по р. Случ, але й по р. Віслу на основі Гадяцької угоди 1658 року гетьмана Івана Виговського з Яном ІІ Казимиром. У 1690–1702 роках воював з підрозділами Корони Польської Станіслава Яблоновського, Б. Вільги, коронного референдаря С. Щуки, комісара С. Друшкевича, козацьких полковників П. Апостола-Щуровського та Я. Гладкого. Очевидно, що за розпорядженням Палія влітку 1692 року було вбито пропольського гетьмана Г. Гришка. Довгий час лавірував між Варшавою, Москвою (в тому числі Батурином) та Бахчисараєм.
У 1691 році відмовився перейти у підданство до кримського хана, а в 1694 році склав таємну присягу на вірність московським царям Івану та Петру, а також лівобережному гетьману Мазепі. В тому ж році присягнув польському королю Яну ІІІ Собеському та вислав посольство до королівської резиденції в м. Жовква. У відповідь король оголосив Палія «стражником поліським». Після смерті Яна ІІІ Собеського підтримував французького принца Конде як кандидата на трон Речі Посполитої, але у 1698 році визнав владу нового монарха Августа ІІ Саксонського та отримав від нього 3 королівські корогви (21. Х) і полковницький пернач. Не погодився з рішеннями сейму Речі Посполитої 1699 року про заборону козацтва на Правобережжі.

## Відносини з Варшавою
Вереснем 1685 р. датується перший лист С. Палія до короля Яна ІІІ Собеського, з яким вів активну кореспонденцію. Також мав листування з його наступником королем Августом ІІ Саксонським, московськими царями Іваном та Петром (згодом — тільки Петром І), молдовським господарем Дукою, князем М. Радзивіллом, великим литовським гетьманом К. Сапєгою, белзьким воєводою Адамом Сенявським, мінським воєводою К. Завішею, коронним підстолієм Ю. Любомирським, овруцьким старостою Ф. Потоцьким, київським католицьким єпископом А. Залуським, московськими воєводами в Києві князями М. Ромодановським та П. Хованським та ін. З 1693 року при дворі К. Сапєги у литовській столиці Вільно (Вільнюсі) перебував спеціальний представник правобережного полковника. Відомі також листи С. Палія до інших урядовців Речі Посполитої, Московського царства та Кримського ханства. Польський магнат Ф. Замойський у 1694 році порівнював Палія з курфюрстом Бранденбурга, а в 1701 році відзначав, що той йшов шляхом гетьмана Хмельницького та «мав в голові удільне панство».
Всупереч умовам московсько-польського Вічного миру 1686 року проводив політику на об'єднання Правобережжя та Лівобережжя, у зв'язку з чим підтримував тісні стосунки з Мазепою. Неодноразово надсилав до Батурина розвідувальні дані та написані до нього листи урядовців Речі Посполитої. У 1688, 1691, 1692, 1693, 1699, 1700 роках звертався з проханням до царів Московської держави про прийняття Правобережжя під їхню зверхність. З 1692 року намагався підштовхнути Москву та Батурин до війни з Річчю Посполитою. 1693 р. розглядався козаками Запорозької Січі як претендент на загальноукраїнське гетьманство. У 1699 — першій половині 1700 років схилявся до переходу разом з козаками свого полку на Лівобережжя.
З початком Північної війни 1700—1721 років близько тисячі козаків Палія допомогли Августу ІІ Саксонському у боях під латвійською столицею Ригою. 22 серпня 1700 року уклав перемир'я з С. Яблоновським. 25 січня та 4 травня 1702 року вийшли королівські універсали про ліквідацію правобережного козацтва у Київському і Брацлавському воєводствах та Фастові. Після проведення козацької ради на початку березня 1702 року Палій публічно відмовився від протекції польського короля, оголосив Правобережжя «вільною козацькою областю» та заявив про присягу царю Петру І й гетьману Мазепі.

## «Друга Хмельниччина»
Протягом 1702—1704 років разом з Самусем очолював повстання («друга Хмельниччина») на Київщині, Брацлавщині, Поділлі й Волині проти панування Речі Посполитої. 26 жовтня 1702 року повстанці розгромили коронні війська Х. Любомирського та частини посполитого рушення Я. Потоцького й Д. Рушиця під Бердичевом, а у жовтні-листопаді того ж року відвоювали Вінницю, Немирів, Котельню, Бихів, Бар, Старокостянтинів, Дунаївці, Шаргород, Хмільник, Бушу, Рашків, Калюс та інші населені пункти Правобережжя. З 2 вересня до 10 листопада 1702 р. на чолі 10-тисячного українського війська спільно з С. Самусем керував облогою Білоцерківської фортеці, яка була відвойована у гарнізону Речі Посполитої. У грудні 1702 р. та в лютому 1703 р. московський цар Петро І пропонував С. Палію звільнити завойовані міста на користь Речі Посполитої. Був одним з головних фігурантів Нарвського мирного договору 1704 р. між Москвою та Варшавою.
На виконання статті 4 договору в лютому 1704 р. цар Петро І надіслав Палію листа з вимогою звільнити усі зайняті правобережними козаками міста на користь короля Августа ІІ Саксонського. У травні підрозділи полковника Палія приєдналися до 40-тисячного війська Мазепи під час «польського» походу. З огляду на невиконання царського наказу, а також зважаючи на його контакти з прихильниками шведського короля Карла ХІІ (Любомирським та Сапєгою) за згоди московського урядовця Ф. Головіна та розпорядженням Мазепи полковник Палій був арештований у кінці липня 1704 р..
Перебував у Батуринській в'язниці до червня 1705р. На вимогу Петра І відправлений до Москви, звідти за царським наказом від 21 серпня 1705 року до сибірського міста Тобольськ. До московської казни з конфіскованої власності полковника надійшло 2 тис. 144 червоних золотих, 5 тис. 709 єфимків та 40 левків, в тому числі 29 кг сріблом. Перебував на засланні до весни 1708 року звідки повернений на прохання київського полковника Антіна Танського за царським наказом від 28 листопада 1708 р. Брав участь в Полтавській битві 1709 року у складі військ лівобережного гетьмана Івана Скоропадського. Повернувся на Київщину, де знову очолив Фастівський та Білоцерківський полки.
Помер власною смертю 1710 р. та похований з почестями у Межигірському Спасо-Преображенському монастирі під Києвом 18 січня.

## Захисник православ'я
Під час повстання Палієм було спалено 11 костелів Чуднівського деканату — у Янушполі, Краснополі, Чорториї та інших місцевостях. З усього деканату вціліло тільки два костели — у Любарі та Чуднові.Також були знищені старий парафіяльний костел у Житомирі та монастир Бернардинців у Махнівці, заснований Тишкевичем, що на думку прихильників погромів посприяло духовному зростанню населення і звільненню від релігійно-національного гноблення.
Видавав універсали щодо оборони монастирів та надання маєтностей православній церкві на Правобережній Україні: Київському Михайлівському Золотоверхому монастиреві від 4 грудня 1700 р., Онуфрійському скитському монастиреві поблизу с. Мала Солтанівка від 14 жовтня 1709 р., Липниківському скиту поблизу с. Княжичі від 31 грудня 1709 р.. Побудував на власні кошти церкву у Фастові, був благодійником Межигірського Спасо-Преображенського монастиря та кількох православних храмів Києва. Козацький полковник С. Палій мав власний герб і печатку. З серпня 1688 р. володів кількома селами у Романівському старостві на Київщині (суч. с. Романівка за 22 км на пд.-сх. від Фастова).

## Нащадки
У 1692 р. в Борзні проживала мати Палія, а також брат Федір. Мав також брата Василя, який проживав у Батурині, а потім Фастові. Рідну сестру забрали у ясир до Кримського ханства, де вона побралася з татарським мурзою. Перша дружина Марія була донькою козака із с. Зазим'я (суч. Броварський р-н., Київської області). Друга дружина Феодосія (одружився близько 1688 р.) теж походила з козацького роду. Від першого чоловіка вона мала сина Семашка, який став найближчим соратником Палія. Окрім пасинка мав синів Матвія та Самійла. Донька Марія (близько1689 — 1739 рр.) стала дружиною полковника Антіна Танського. У поминальнику Козелецького Георгіївського монастиря залишився синодик з іменами членів родини Паліїв — Танських. Збереглася копія прижиттєвого, початку 1710-х, портрету Феодосії Палій з онуками Феодором та Іваном Танськими (до 1941 р. в Чернігівському обласному історичному музеї знаходився оригінал).
Через рід Танських нащадком С. Палія був всесвітньовідомий письменник Микола Гоголь.

## Пам'ять
До 1797 р. у церкві Сходження Св. Духа Межигірського монастиря, де був похований Семен Палій, знаходився портрет Палія (на сьогодні існує копія невідомого художника першої половини XIX ст.), пернач зі срібла, шабля оправлена в срібло, дві срібні чарки, килимок та подароване полковником Євангеліє, що було видане у 1650-х рр. У кінці XVIII ст. частина речей С. Палія на прохання Чорноморського козацького війська була передана на Кубань. Пернач та чарки протягом XIX — початку ХХ ст. зберігалися у колекції В. Тарновського, зараз — Чернігівському обласному історичному музеї (одна чарка — Національному музеї історії України). Білоцерківський та Фастівський державні краєзнавчі музеї присвячують полковнику С. Палію окремі експозиції.
Про українського полководця складені народні пісні, перекази та легенди, а також написано ряд художніх та мистецьких творів, зокрема: поема Т. Шевченка «Чернець» 1847 р. (ілюстровано у 1884 р. художником М. Микешиним), поема-балада Л. Боровиковського «Палій» (1840-ві рр..); повісті Ф. Бурлаки «Битва на Кодимі» (1945 р.) та Ю. Мушкетика «Семен Палій» (1954 р.) та ін. Згаданий Т. Шевченком у поезії «Іржавець» (1847), а також «Швачка» (1848): «…Полковника фастовського / Славного Семена». Палій — один із ключових персонажів роману Чорний вершник із тетралогії Таємний посол Володимира Малика
Ім'я Семена Палія увіковічене у назві ботанічної пам'ятки природи «Палієва гора».
На честь Семена Палія названі вулиці у містах України.
Провулок Семена Палія у місті Черкаси.